# 卢卡·隆查尔
卢卡·隆查尔（1987年6月26日—），克罗地亚男子水球运动员。他曾代表克罗地亚国家队参加2016年和2020年夏季奥林匹克运动会水球比赛，其中2016年奥运会获得一枚银牌。